# ولدا هیلز (میزوری)
روستای ولدا هیلز، میزوری (به انگلیسی: Velda Village Hills, Missouri) یک منطقهٔ مسکونی در ایالات متحده آمریکا است که در شهرستان سنت لوئیس، میزوری واقع شده‌است.

## خصوصیات
روستا ی ولدا هیلز ۰٫۳۱ کیلومترمربع مساحت و ۱٬۰۵۵ نفر جمعیت دارد و ۱۷۱ متر بالاتر از سطح دریا واقع شده‌است.